# غوست إن ذا شيل (فلم 1995)
غوست إن ذا شيل (باليابانية: 攻殻機動隊 GHOST IN THE SHELL) فيلم أنيمي خيال علمي ياباني-بريطاني مقتبس من مانغا غوست إن ذا شيل من تأليف ماساموني شيرو، الفيلم من إخراج مامورو اوشي وسيناريو کازونوري ایتو. صدر الفيلم في عام 1995.

## القصة
في عام 2029 وُجد مخترق فريد من نوعه يدخل لأدمغة الناس ويعبث بذكرياتهم، هذا المُخترق مطلوب دوليًا ويُعرف بلقب "سيّد الدمية"، القسم التاسع في الأمن العامة يتوّلى أمر هذه القضيّة ويطارد سيّد الدمية للقبض عليه بقيادة الرائدة موتوكو.

## الشخصيات
- موتوكو كوساناغي (باليابانية: 草薙 素子)

مؤدية الصوت: أتسكو تاناكا، مايا ساكاموتو (موتوكو الشاب).
- باتو (باليابانية: バトー)

مؤدي الصوت: أكيو أوتسكا.
- سيد الدمية

مؤدي الأصوات: إييماسا كايومي، يوشيكو ساكاكيبارا (2.0).
- توغوسا (باليابانية: トグサ)

مؤدي الصوت: كويتشي ياماديرا.
- دايسكي اراماكي (باليابانية: 荒巻 大輔)

مؤدي الصوت: أوسامو ساكا.
- اشيكاوا (باليابانية: イシカワ)

مؤدي الصوت: يوتاكا ناكانو.
- سايتو (باليابانية: サイトー)

مؤدي الصوت: تورو أوكاوا.
- ناكامورا

مؤدي الصوت: تيشو غيندا
- ميزوها دايتا

مؤدي الصوت: ميتسورو مياموتو.

## وسائل الاعلام
في وسائل الإعلام تعتبر لعبة أوني القتالية مستوحاة إلى حد كبير من فيلم غوست إن ذا شيل وتشاركه نفس الأفكار والأجواء والقصة.

## روابط خارجية
- مقالات تستعمل روابط فنية بلا صلة مع ويكي بيانات